# ملاگل‌لر
ملّاگل‌لر (به لاتین: Mollagüllər) یک منطقه مسکونی در جمهوری آذربایجان است که در شهرستان بردع واقع شده است. ملّاگل‌لر ۱۲۵۲ نفر جمعیت دارد.